# Эритрея на летних Олимпийских играх 2008
Эритрея принимала участие в Летних Олимпийских играх 2008 года в Пекине (Китай) в третий за свою историю, но не завоевала ни одной медали. Сборную страны представляли 11 легкоатлетов.